# Fédération ivoirienne de football
 (novembre 2024).
Pour les articles homonymes, voir FIF.
La Fédération ivoirienne de football (FIF) est une association regroupant les clubs de football de Côte d'Ivoire et organisant les compétitions nationales et les matchs internationaux des différentes sélections de Côte d'Ivoire.
La fédération nationale de Côte d'Ivoire est fondée en 1960. Elle est affiliée à la FIFA depuis 1964 et, est membre de la CAF depuis 1960.
Yacine Idriss Diallo est celui qui dirige la FIF, il a été élu président de la FIF le 23 avril 2022 à l’issue d’une assemblée générale élective à Yamoussoukro dans les locaux de la Fondation Félix Houphouët Boigny.

## Rôles de la FIF

### Organisation
La Fédération ivoirienne de football a pour rôle : 
- d'organiser, de développer et de contrôler l'enseignement et la pratique du football, sous toutes ses formes, par des joueurs de statuts différents, sur le territoire ivoirien;
- de créer et de maintenir un lien entre ses membres individuels, les clubs affiliés, ses districts, ses ligues régionales, la Ligue du football amateur (LFA) et la Ligue de football professionnel (LFP);
- de défendre les intérêts moraux et matériels du football ivoirien;
- d'entretenir toutes relations utiles avec les associations étrangères affiliées à la FIFA, les organismes sportifs nationaux et les pouvoirs publics.

Le Comité exécutif se compose de 18 membres dont le président de la Fédération ivoirienne de football (Yacine Idriss Diallo).

### Compétitions
À l'échelon régional et local, les Ligues et les districts prennent le relais de la FIF, mais toujours sous l'autorité de cette dernière.

## Coupe d'Afrique en 1992
Ancienne gloire et administrateur civil, Emmanuel Ezan est nommé président en 1988. Dans l'histoire du football ivoirien, un président venait ainsi d'être désigné pour la deuxième fois, non pas par le milieu sportif mais par une décision du ministère des Sports. L'expérience dure deux ans.
En 1990, le pharmacien René Diby est élu. Mais nommé dans la foulée ministre des Sports, il doit démissionner.
Avec douze ans de présidence continue à la FIF, Ousseynou Dieng détient incontestablement la palme de la longévité à la tête de la Fédération. Il est à l'époque le seul dont le palmarès affiche une Coupe d'Afrique des Nations, remportée en 1992 au Sénégal. Mais, les contre-performances successives des Éléphants lors des phases finales de la CAN en 2000 et 2002 finissent par avoir raison de lui. Sous la pression des clubs, il est amené à démissionner en février 2002, cédant son fauteuil à Jacques Anouma pour une période intérimaire de dix mois.
En décembre 2002, à l'issue de l'assemblée générale élective, les clubs ont accordé leur confiance à Jacques Anouma pour présider aux destinées de la Fédération pour un mandat de quatre ans, avec pour objectif majeur de qualifier la Côte d'Ivoire au Mondial 2006 en Allemagne. Un an avant la fin de son mandat, cet objectif est atteint et Jacques Anouma est le premier président qui affiche à son palmarès une participation à une phase finale de Coupe du monde.

## Coupe d'Afrique en 2015
La Côte d'Ivoire remporte la coupe d'Afrique 2015.
Après cette victoire, le Trésor public ivoirien affirme avoir versé les primes destinées aux joueurs à la FIF (pour que celle-ci reverse aux joueurs) alors que celle-ci nie avoir reçu l'argent. Le ministre Alain Lobognon est démis de ses fonctions le 12 mai 2015 sur demande du président Alassane Ouattara. Aucune explication sur la disparition de ses fonds (de 700 à 850 millions de Franc CFA) n'est rendue publique,.
La FIF est accusée régulièrement de ne pas payer aux joueurs l'intégralité des primes de match qui leur sont dues et de menacer les joueurs de ne plus les sélectionner pour les compétitions ultérieures s'ils réclament le versement en intégralité de ces primes.

## Coupe d'Afrique en 2023
Les Éléphants ont remporté la 34 ème édition de la coupe d'Afrique des nations le 11 février 2024. Suite à cela, la fédération ivoirienne de football a décidé d’accompagner beaucoup plus grandement le football, avec une enveloppe de 757 millions f CFA  affectée au football amateur, 200 millions f CFA pour chaque club professionnel et 2 millions f CFA pour les associations des journalistes sportifs.    

## Présidents successifs de la FIF
| Coffi Gadeau         | 1960 - 1963 |
| Mathieu Ekra         | 1963 - 1965 |
| Ibrahima Coulibaly   | 1965 - 1972 |
| Hubert Varlet        | 1972 - 1973 |
| Camille Hoguié       | 1973 - 1974 |
| François Amani-Golly | 1974 - 1980 |
| Jean Brizoua-Bi      | 1980 - 1988 |
| Emmanuel Ezan        | 1988 - 1990 |
| René Diby            | 1990 - 1990 |
| Ousseynou Dieng      | 1990 - 2002 |
| Jacques Anouma       | 2002 - 2011 |
| Augustin Sidy Diallo | 2011 - 2020 |
| Fonction vacante     | 2020 - 2022 |
| Yacine Idriss Diallo | 2022 -      |

## Les Présidents Champions d'Afrique
Ousseynou Dieng remporte la CAN 92 au Sénégal en tant que Président de la Fédération Ivoirienne de Football et devient ainsi le premier à soulever le trophée lors de son mandat. Augustin Sidy Diallo est le deuxième Président de la FIF avoir remporté une Coupe d'Afrique des Nations en 2015 au Gabon. La troisième étoile décrochée à domicile sous la Présidence de Yacine Idriss Diallo, le 11 Février 2024 au Stade Ebimpé Alassane Ouattara. 